# Africa centrale

La Macroregione ONU dell'Africa centrale.

L'Africa centrale (anche detta Africa equatoriale) è la porzione del continente africano che si estende tra il deserto del Sahara a nord e il deserto del Kalahari a sud; a est è delimitata dal ramo occidentale dalla Rift Valley mentre a ovest si affaccia sull'oceano Atlantico.

## Definizione
Occorre dire che non esiste una definizione univoca e universalmente accettata del termine "Africa centrale". Tuttavia ne esistono diverse interpretazioni che possono avere ciascuna una sua validità in contesti specifici. Queste interpretazioni possono essere ricondotte a due filoni essenziali: quello geografico, in cui prevalgono considerazioni legate alla posizione e ai confini naturali dell'area, e quello geopolitico, in cui alle considerazioni di cui sopra se ne aggiungono altre di carattere politico, economico e sociale.
In senso geografico stretto l'Africa centrale viene spesso definita come quella porzione del continente africano che va dal sud del Sahara fino al deserto del Kalahari e alla regione dei grandi laghi africani. Questa definizione individua tuttavia un'area estremamente grande (oltre 15 milioni di chilometri quadrati), composta da oltre trenta stati, con al suo interno aree con caratteristiche assai diverse, e pertanto se ne separano solitamente sub-aree quali quella occidentale, chiamata appunto Africa occidentale, e quella orientale detta Corno d'Africa.
Fra le definizioni di tipo geopolitico, si annoverano la Comunità economica e monetaria dell'Africa centrale (CEMAC), la Comunità economica degli Stati dell'Africa centrale (ECCAS) e la macroregione Africa centrale definita dalle Nazioni Unite. Quest'ultima ha, oltre all'innegabile vantaggio di essere definita da una organizzazione internazionale, anche quello di essere coerente con le altre Macroregioni Onu che mappano il territorio dell'Africa in modo completo e non ambiguo. Nel resto della voce si farà pertanto riferimento a questa definizioni di "Africa centrale".
In base alla suddetta definizione delle Nazioni Unite, l'Africa Centrale è composta da 9 stati:
- Angola
- Camerun
- Ciad
- Guinea Equatoriale
- Gabon
- Rep. Centrafricana
- RD del Congo
- Rep. del Congo
- São Tomé e Príncipe

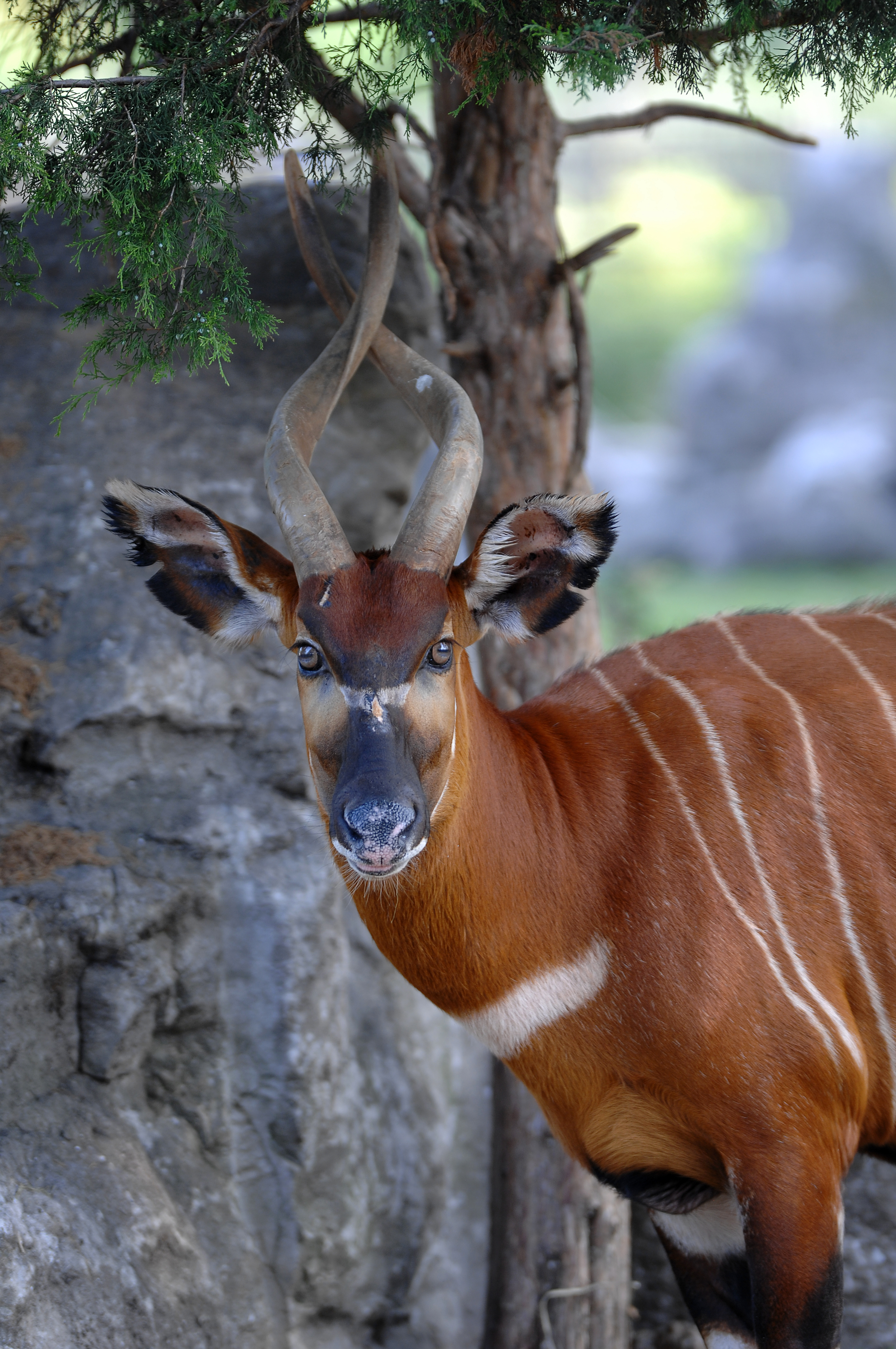
Il bongo popola le foreste pluviali dell'Africa centrale.

La regione ha una superficie totale di circa 6,6 milioni di chilometri quadrati (una volta e mezza l'Unione europea) con una popolazione di quasi 138 milioni di abitanti (poco più di un quarto di quella europea). Lo Stato più grande della regione è la Repubblica Democratica del Congo con 2345410 km², che è anche lo Stato più popoloso con oltre 80 milioni di abitanti.

## Geografia
Geograficamente il territorio dell'Africa centrale può essere suddiviso in tre aree:
- area settentrionale, costituita dal Ciad e dalla parte nord della Repubblica Centroafricana;
- area centrale, costituita dal bacino del Congo;
- area meridionale costituita dall'Angola centro-meridionale.

### Area settentrionale

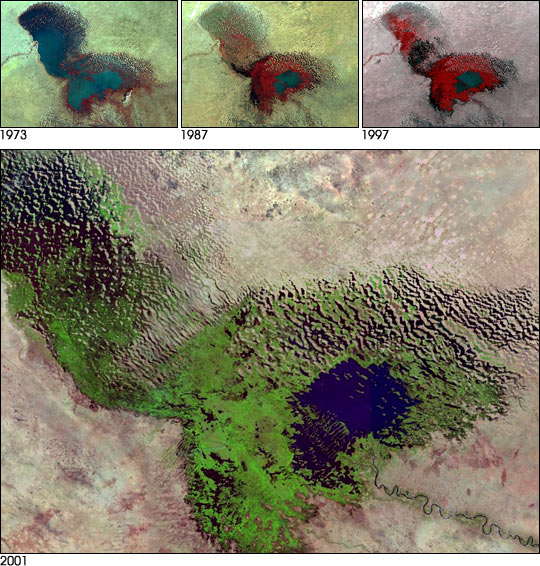
Immagine satellitare del lago Ciad nel 2001, con il lago attuale in blu e la vegetazione nel vecchio letto del lago in verde. In alto le immagini del lago dal 1973 al 1997

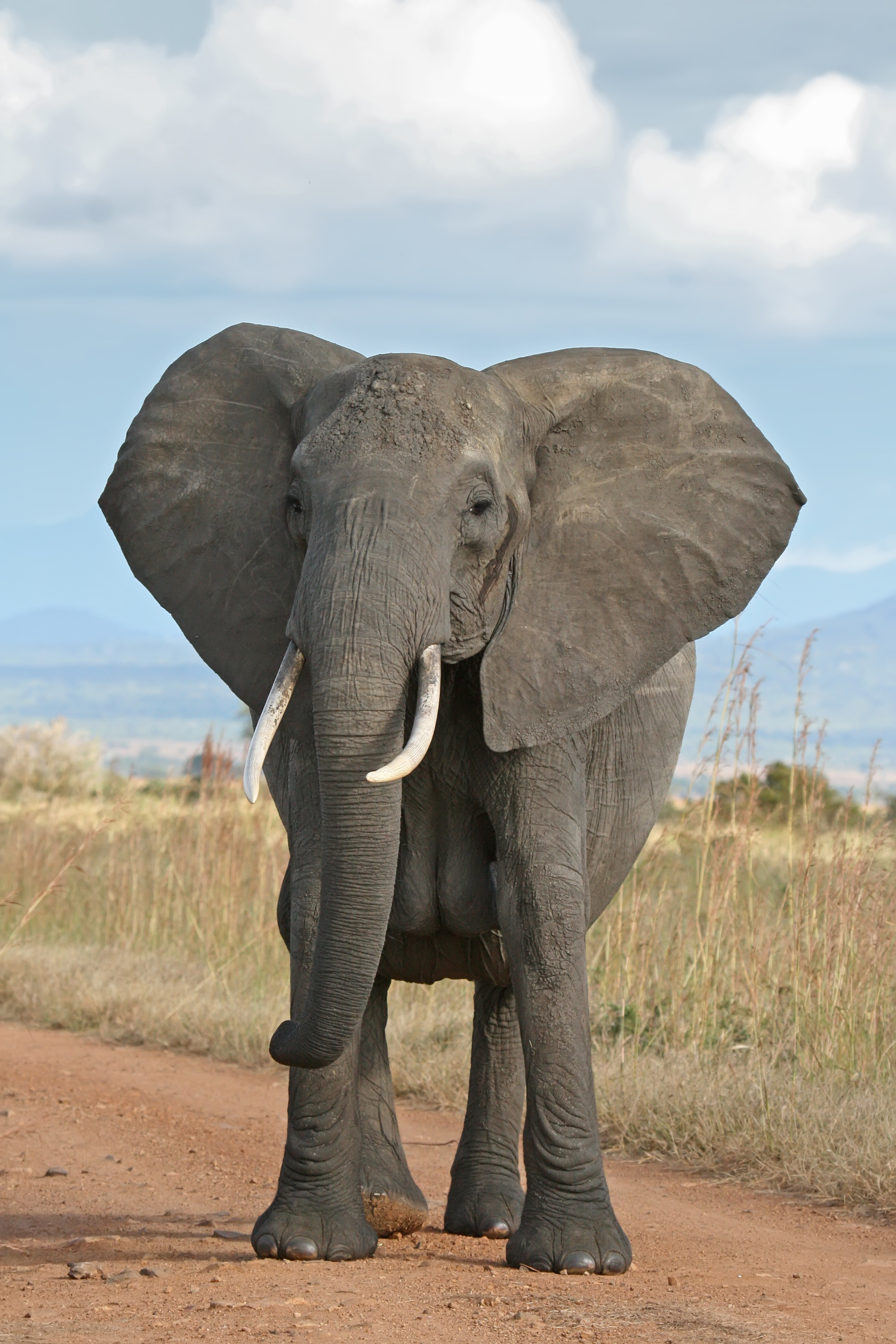
Elefante africano, specie a rischio in Africa centrale

Quest'area è formata da una zona desertica a nord, il Sahel al centro e la savana a sud.
La zona desertica appartiene all'ecoregione del Deserto del Sahara e copre tutta la parte settentrionale del Ciad, con l'eccezione del vertice nord-ovest dove si trova il massiccio del Tibesti che con il monte Emi Koussi è la montagna più alta del Ciad e del Sahara. A parte il Tibesti l'area è pianeggiante e digrada verso sud-ovest in direzione del lago Ciad.
A sud della zona desertica si trova l'area del Sahel che comprende gran parte del Ciad meridionale, e una piccola area del Camerun e della Repubblica Centrafricana settentrionali. All'interno del Sahel si trova la depressione del lago Ciad. Il lago si trova nel Ciad occidentale al confine con la Nigeria, il Camerun e il Niger e rappresenta una risorsa fondamentale per le popolazioni di quei paesi. Il pesante sfruttamento delle acque per irrigazione e le siccità degli anni '70 e '80 ne hanno ridotto sensibilmente la superficie. Il lago è di tipo endoreico ed è alimentato da diversi immissari di cui il principale è il Chari e il suo affluente Logone che nascono nel nord-ovest della Repubblica Centrafricana e scorrono verso nord attraversando il Ciad e segnando il confine con il Camerun fino al lago Ciad. Altri immissari minori sono lo Yobe che proviene dal nord della Nigeria, e due fiumi a carattere stagionale, lo Yedseram e lo Ngadda, sempre provenienti dalla Nigeria che danno comunque un contributo poco significativo.
La zona a sud del Sahel fa parte dell'ecoregione della Savana del Sudan orientale. Questa ecoregione è composta di due blocchi: uno occidentale che si estende dal confine Nigeria-Camerun a ovest, verso est attraverso la parte meridionale del Ciad, la Repubblica Centrafricana settentrionale, fino al Sudan del Sud occidentale; il blocco orientale si sviluppa in direzione nord-sud lungo una striscia a cavallo del confine orientale del Sudan con l'Eritrea e poi nel Sudan del Sud e l'Uganda nord-orientale fino al lago Alberto e quindi marginalmente anche nella Repubblica Democratica del Congo. Si tratta di un territorio pianeggiante che si trova principalmente tra i 200 e i 1000 m di altitudine, anche se questa aumenta leggermente in Etiopia occidentale e intorno al lago Alberto.

### Area centrale

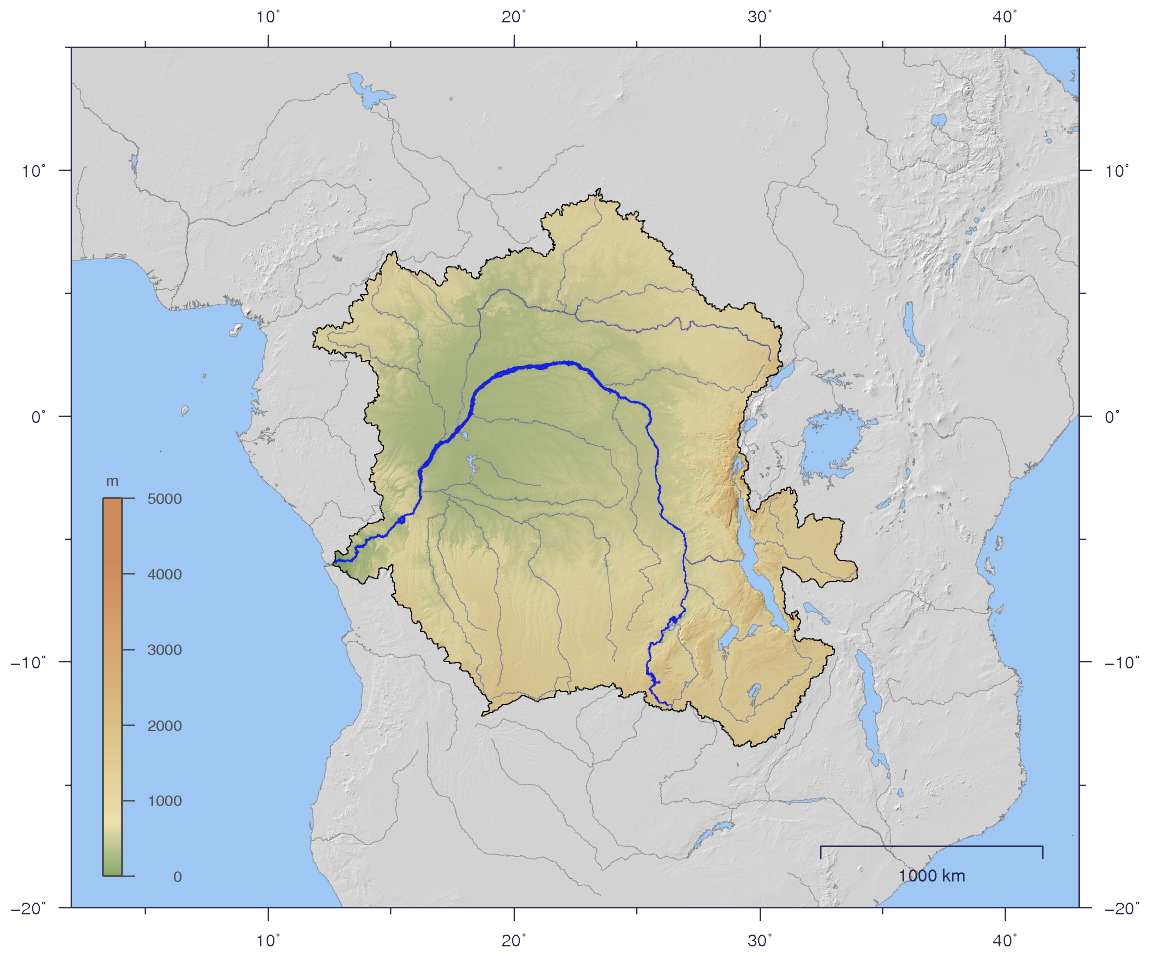
Corso e bacino di drenaggio del fiume Congo

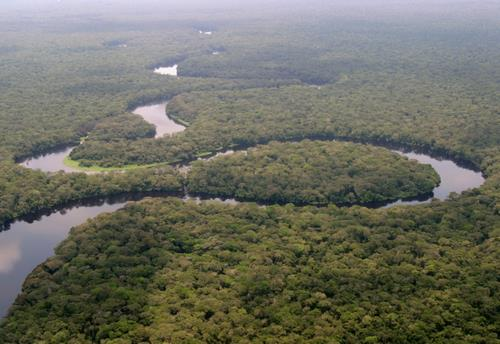
Meandri del fiume Lulilaka nella foresta centrale del Congo

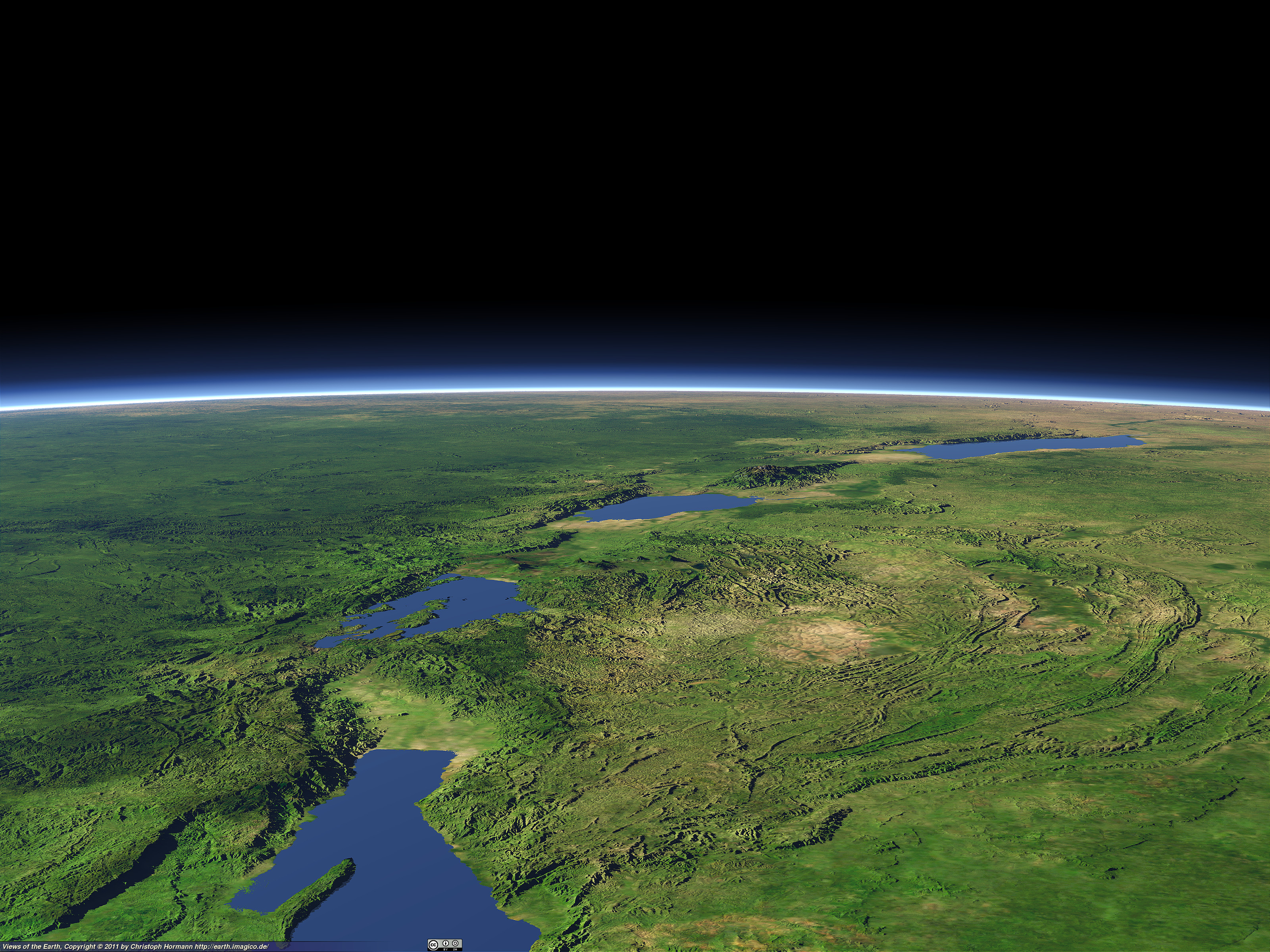
Rendering al computer della faglia albertina indicante (dall'alto in basso): Lago Alberto, Monti Rwenzori, Lago Eduardo, Monti Virunga, Lago Kivu, Lago Tanganyika (parte settentrionale)

Il cuore dell'Africa centrale è il bacino del Congo. Posto a cavallo dell'equatore è il secondo bacino fluviale del mondo, dopo quello del Rio delle Amazzoni, con una superficie di circa 4 milioni di chilometri quadrati. L'area di drenaggio del fiume Congo comprende quasi tutta la Repubblica del Congo, la Repubblica Democratica del Congo, la Repubblica Centrafricana, lo Zambia occidentale, il nord dell'Angola, e parti del Camerun e della Tanzania. Il bacino si estende per circa 1.900 km da nord (spartiacque Congo - bacino del lago Ciad) a sud (altopiani interni dell'Angola) e circa altrettanti dall'Oceano Atlantico a ovest, allo spartiacque Nilo-Congo a est. In questo bacino una rete di affluenti a forma di ventaglio scorre verso la depressione centrale lungo pendii concentrici che vanno da un'altitudine di circa 500 m. a 275 m. I principali affluenti del Congo sono: sul lato destro l'Ubangi, che scorre nella zona settentrionale del bacino al confine fra la Repubblica Democratica del Congo, la Repubblica Centrafricana e la Repubblica del Congo, e sul lato sinistro il Kasai, il Tshuapa e il Lomami, che scorrono nella zona centrale del bacino
La parte centrale del bacino, spesso chiamata cuvette, è una enorme depressione contenente depositi alluvionali risalenti al periodo quaternario che poggiano su grossi sedimenti di origine continentale, costituiti principalmente da sabbia e arenaria. Questi sedimenti formano degli affioramenti nella zona sud-orientale della depressione.
Il bacino ospita una enorme foresta pluviale, di tipo equatoriale, che prende il nome di foresta del Congo. Tale foresta è composta di diverse ecoregioni: Foreste palustri del Congo orientale e Foreste umide del Congo occidentale, intorno alle rive del fiume Congo e dei suoi principali affluenti e in particolare nella zona nord-est del bacino alla confluenza dei fiumi Ubangi e Congo; Foreste di pianura del Congo centrale nella parte centrale del bacino, a sud dell'ampio arco formato dal fiume stesso; Foreste di pianura del Congo nord-orientale nella parte nord-orientale della Repubblica Democratica del Congo e nella parte sud-orientale della Repubblica Centrafricana; Foreste di pianura del Congo nord-occidentale che si estende su quattro paesi: Camerun, Gabon, Repubblica del Congo e Repubblica Centrafricana.
La foresta del Congo è delimitata a ovest dalla Foresta costiera equatoriale che si estende dal fiume Sanaga nel Camerun centro-occidentale, attraversa la Guinea Equatoriale e le zone costiere e interne del Gabon, la Repubblica del Congo, la provincia angolana di Cabinda, e termina nella Repubblica Democratica del Congo, a nord della foce del fiume Congo. A est dalla foresta del Congo si trova la regione delle Foreste montane della faglia albertina. In questa regione si trovano alcuni dei grandi laghi africani: Lago Alberto, Lago Edoardo, Lago Kivu e Lago Tanganica) (da nord a sud), e le montagne più alte dell'Africa centrale: i monti Virunga, il gruppo del Ruwenzori con che con la Cima Marqherita (5.109 m.) è il monte più alto della regione e i monti Itombwe.
I confini settentrionale e meridionale del bacino del Congo sono delimitati da cinture di savana mista a prateria. La regione settentrionale prende il nome di Mosaico foresta-savana del Congo settentrionale. Si tratta di una regione di transizione fra la foresta pluviale e le zone secche della savana settentrionale, che si estende per un lungo territorio che inizia a est del Camerun Highlands e si estende attraverso la Repubblica Centrafricana, Repubblica Democratica del Congo settentrionale, il Sudan del Sud e una piccola parte dell'Uganda di nord-ovest, fino alle montagne dell'Albertine Rift. A sud del Camerun Highlands, ma staccato da questi, si trova il Monte Camerun, un vulcano ancora attivo che si affaccia sul Golfo di Guinea, che con i suoi 4095 m. è la vetta più alta nell'area sub-sahariana occidentale.
Il confine meridionale del Bacino del Congo è formato da due regioni: la regione Mosaico foresta-savana del Congo meridionale nell'area sud e la regione Mosaico foresta-savana del Congo occidentale nell'area sud-ovest. La prima regione occupa una vasta area del Congo meridionale e l'area nord-est dell'Angola, mentre la seconda occupa una vasta area che va dal sud del Gabon, attraversa il sud della Repubblica del Congo e la parte occidentale dell Repubblica Democratica del Congo, arrivando fino all'Angola settentrionale. Anche queste sono delle regioni di transizione fra le foreste tropicali umide di latifoglie a nord e le savane asciutte del sud.

### Area meridionale

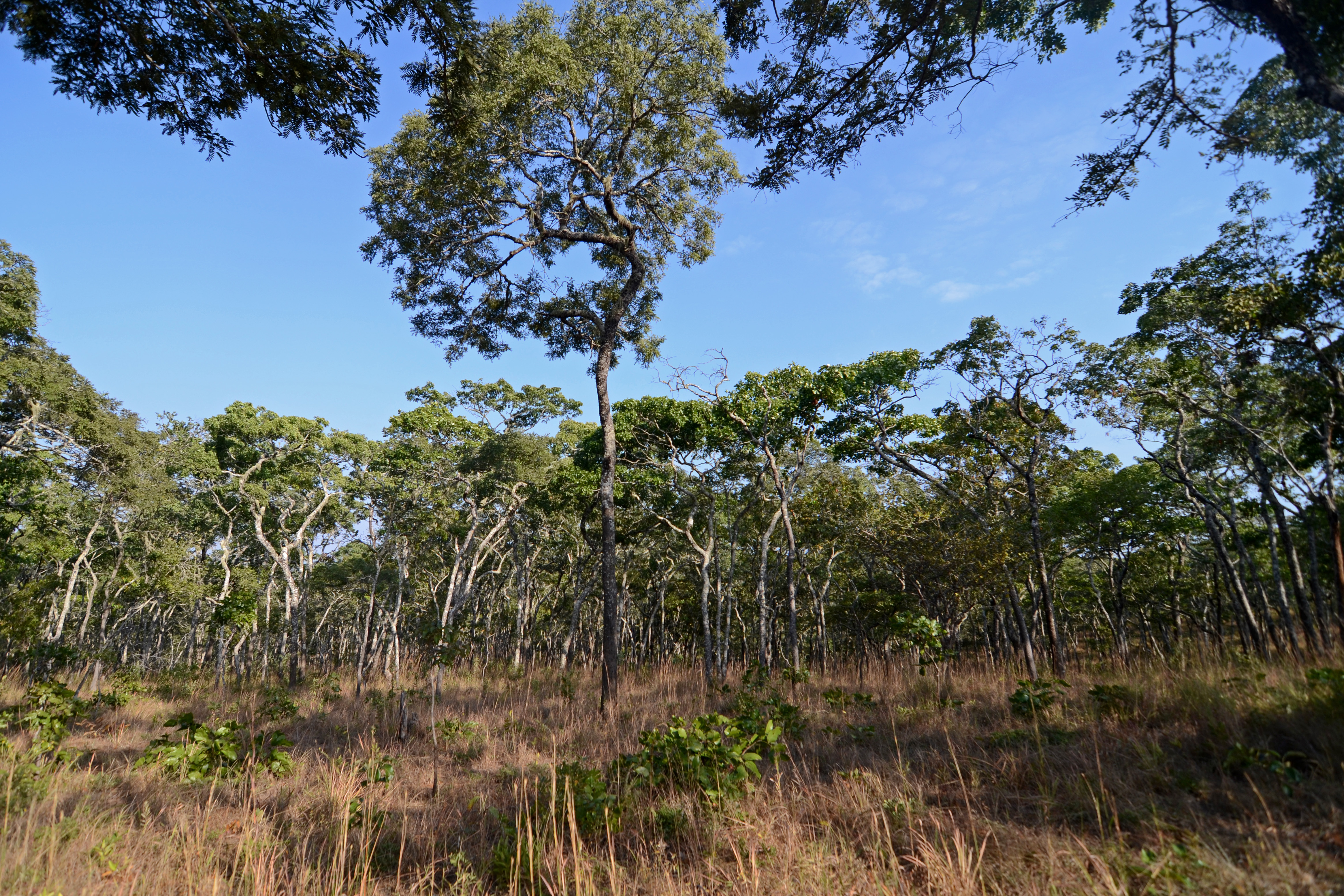
Bosco di miombo

L'area immediatamente a sud del bacino del Congo è costituita da boschi di miombo. In questi boschi gli alberi sono più piccoli e meno densi di quelli della foresta equatoriale, e sono caducifogli, cioè perdono le foglie durante la stagione secca. Le due ecoregioni sono chiamate Boschi di miombo dell'Angola e Boschi di miombo dello Zambesi centrale. La regione angolana copre un'area prevalentemente formata da colline con altitudini tra i 1.000 e 1.500 metri che si sviluppano a est della catena costiera nell'area compresa fra i fiumi Cubango e Zambesi. L'ecoregione dello Zambesi orientale copre una vasta area che si estende a nordest dall'Angola, inclusa la porzione sudorientale della repubblica democratica del Congo (quasi tutta contenuta nella provincia del Katanga), la parte settentrionale della Zambia, una larga parte della Tanzania occidentale, il Burundi meridionale e il Malawi settentrionale e occidentale. Gran parte dell'ecoregione è costituito da pianure o colline coperte da vasti boschi con un'altitudine che varia tipicamente tra 800 e 1.200 m.
Nella zona sud-orientale dell'Angola, al confine con la Namibia e lo Zambia, si trova la regione dei Boschi di Baikiaea dello Zambesi. L'area si trova in una vasta pianura a una altitudione da 800 a 1.000 m ed è drenata dai fiumi Okavango, Cuando e Zambesi superiore e i loro affluenti. L'area prende in nome dalla Baikiaea plurijuga (nota anche come teak africano o teak della Rhodesia), che è la specie arboree dominante che caratterizza l'ecoregione.

## Storia

### Preistoria
La specie umana anatomicamente moderna risulta essersi evoluta, in base a studi paleontologici e genetici, circa 200'000 anni fa da una preesistente popolazione di esseri umani anatomicamente "arcaici", definiti Homo sapiens, come effetto della deriva genetica in risposta a particolari momenti climatici che avrebbero causato un bottleneck nella popolazione. Basandosi sulla differenza di mutazioni accumulatesi nel DNA mitocondriale tra due popolazioni, la tecnica dell'orologio molecolare, che consente di valutare il tempo trascorso dalla separazione tra esse, indica circa 150'000 anni fa la separazione, dal nucleo originario dell'Africa orientale, dell'etnia dei pigmei, che popolò la regione della foresta equatoriale del bacino del fiume Congo, in Africa centrale, praticando la caccia e la raccolta per migliaia di anni, fino ai tempi moderni. Altrettanto antica è la nascita dell'etnia dei khoisan, o boscimani, che popolò la regione del Kalahari, nell'Africa sud-occidentale. Successivamente a queste, soltanto 100'000 anni fa si formò nella regione del golfo di Guinea il gruppo etnico dei bantu, responsabile di successive migrazioni in tutta l'Africa subsahariana che lo resero prevalente anche in Africa centrale.

### Età antica
In Africa occidentale i bantu svilupparono l'agricoltura e la tecnologia per lavorare i metalli verso il 2000 a.C., e tali innovazioni furono all'origine della loro espansione, tanto da diventare la popolazione dominante dell'Africa subsahariana. I bantu arrivarono in Africa centrale verso il 1000 a.C. , espandendosi a partire dalle regioni costiere più adatte all'agricoltura e risalendo il corso del fiume Congo, mentre i pigmei continuarono ad abitare le foreste pluviali. 
Gli agricoltori bantu svilupparono delle forme di organizzazione sempre più centralizzate, fino a costituire dei veri e propri regni, come quelli di Luba e Lunda nel sud, o il medievale regno del Congo, che ebbe contatti con gli europei.
I bantu non svilupparono alcuna forma di scrittura in Africa occidentale, pertanto la loro storia comincia a essere registrata soltanto a partire dal contatto con i Portoghesi nel XV secolo.

### Età moderna

#### Contatti con gli europei
I Portoghesi stabilirono colonie nelle isole di Bioko, Corisco, São Tomé, Príncipe nel golfo di Guinea, nonché più a sud nell'attuale Angola, dove fondarono Luanda.
L'esploratore portoghese Diogo Cão venne in contatto con i capi dei piccoli regni bakongo, tra cui prevaleva il regno del Congo con una popolazione di 500.000 persone soggette alla capitale Mbanza Kongo. Il re del Congo fu battezzato con il nome di Joao I e reso vassallo della corona portoghese, con un ruolo in parte simbolico.
I Portoghesi inviarono sacerdoti per convertire la popolazione ed edificare le prime diocesi, ma incentivarono anche le lotte tribali per rifornirsi di prigionieri di guerra da vendere come schiavi ai coloni delle piantagioni americane, come in Brasile.
Dal 1642 l'egemonia portoghese fu insidiata dalla Compagnia olandese delle Indie orientali, che oltre alla sudafricana Colonia del Capo occuparono diverse basi commerciali portoghesi nel golfo di Guinea e in Angola, e contesero loro il controllo del regno del Congo e degli ingenti traffici di schiavi che lo riguardavano.
Nel 1778 una piccola regione, corrispondente alla attuale Guinea equatoriale, fu ceduta dai Portoghesi alla Spagna.

### Età contemporanea

#### La corsa all'Africa
Nel XIX secolo le colonie portoghesi e olandesi furono insidate dai Britannici e dai Francesi: i primi minacciarono a più riprese la spagnola Guinea equatoriale, i secondi stabilirono basi in Gabon, e inviarono esploratori nella regione interna dei fiumi Congo e Ubangi, come l'italiano Pietro Savorgnan di Brazzà, con lo scopo di stabilire contratti di protezione con i capi tribali. Anche il re del Belgio Leopoldo II inviò propri esploratori per stringere accordi con i capi tribali nella regione del Congo.
La spartizione dell'Africa fu regolata infine dalla conferenza di Berlino del 1885, con cui Leopoldo si fece riconoscere a titolo personale la proprietà di una vasta regione a sud del fiume Congo (corrispondente all'attuale Repubblica Democratica del Congo), che impiegò per la produzione di caucciù con metodi schiavistici. Il romanzo-inchiesta Cuore di tenebra di Joseph Conrad del 1902, strumentalizzato da un movimento di protesta, suscitò la decisione del Belgio di sottrarre tale territorio all'arbitrio personale di Leopoldo, trasformandolo nella colonia del Congo belga. La Francia ottenne invece il controllo dell'area compresa tra i fiumi Ubangi e Congo, dove fondò le colonie del Congo francese (attuale Repubblica del Congo) e dell'Ubangi-Sciari (attuale Repubblica Centrafricana), unite nel 1908 a Ciad e Gabon nell'Africa equatoriale francese.
La conferenza di Berlino riconobbe all'Impero tedesco la colonia del Camerun, che nel 1918 fu spartito tra Nigeria britannica e impero coloniale francese.

#### La decolonizzazione
Dopo la Seconda Guerra Mondiale, le colonie dell'Africa occidentale ottennero l'indipendenza.
Nel Camerun francese, movimenti indipendentisti armati diedero vita a una fase di guerriglia contro le autorità coloniali a partire dal '55, portando all'indipendenza nel '60 sotto la guida di Ahmadou Ahidjo e all'unione con l'ex Camerun britannico nella Repubblica federale del Camerun.
Nel frattempo, a seguito della sconfitta della Francia in Algeria, e del protrarsi della guerra nel Vietnam, con referendum del '56 l'impero coloniale francese fu sciolto e con esso l'Africa equatoriale francese, le cui colonie entrarono a fare parte della Comunità francese nel '58, e optarono tutte per l'indipendenza nel '60: il Ciad guidato dal leader indipendentista François Tombalbaye, la Repubblica Centrafricana guidata dal presidente David Dacko, il Gabon guidato da Lèon M'Ba e la Repubblica del Congo guidata dal presidente Fulbert Youlou, un ex prete cattolico.
Nel '68 nacque anche la Guinea Equatoriale, federazione delle ex colonie spagnole Bioko e Rio Muni.
Anche il Congo belga ottenne l'indipendenza nel '60, iniziando però una crisi tra il governo centrale del premier federalista Patrice Lumumba e le ricche province meridionali secessioniste del Katanga, guidato da Moise Ciombe, e del Kasai, cui si aggiunse l'intervento militare del Belgio volto a riprendere il controllo della sua ex colonia, e l'opposizione armata del presidente Kasa-Vubu, leader del partito dell'etnia kikongo dell'ovest. La crisi si concluse con il golpe del colonnello Mobutu Sese Seko nel '65, che cambiò nome al Paese in Zaire e instaurò una dittatura monopartitica.

#### La guerra fredda
Nell'impero portoghese il Primo Ministro António de Oliveira Salazar si oppose ai movimenti indipendentisti delle colonie sorti negli anni '50 a opera delle nuove potenze coloniali USA e URSS: in Angola erano presenti il MPLA, finanziato dall'URSS, e l'UNITA, finanziato dagli USA; tuttavia dopo la Rivoluzione dei Garofani del '74 e la deposizione di Marcello Caetano, le colonie portoghesi, Angola e São Tomé e Príncipe, ottennero l'indipendenza, entrando nell'orbita dell'URSS. Anche la Repubblica del Congo, dopo i golpe del '63 e del '68, divenne una dittatura militare politicamente sostenuta dall'URSS. Al contrario, lo Zaire di Mobutu, benché inizialmente di ispirazione marxista, fu fortemente appoggiato dagli USA in funzione anti-URSS e divenne una dittatura basata su un forte culto della personalità.
Governi dittatoriali si stabilirono anche in Gabon, con il presidente Omar Bongo, che governò dal '67 al 2009, in Guinea Equatoriale, con Macìas Nguema dal '72 al '79 e suo nipote Obiang Nguema dal '79 al presente, e Repubblica Centrafricana, con i golpe del colonnello Jean-Bédel Bokassa, che governò dal '65 al '79, e del generale André Kolingba, che governò dall'81 al '93, entrambi sostenuti dalla Francia.

#### Il cammino verso il multipartitismo
Dopo la caduta dell'URSS nel '91 si svolsero libere elezioni in molti di Paesi dell'Africa centrale, che tuttavia non sempre sfociarono in una democrazia dell'alternanza, riconfermando piuttosto con plebisciti di facciata i governi dittatoriali del passato. Per esempio in Guinea Equatoriale Obiang Nguema è in carica dal '79, in Gabon Omar Bongo è stato riconfermato fino alla sua morte nel 2009 e succeduto dal figlio Ali Bongo Ondimba, in Camerun Paul Biya è in carica dall'82, in Repubblica del Congo il generale Denis Sassou Nguesso in carica dal '79 e allineato all'URSS fu sconfitto nelle elezioni del '92 da Pascal Lissouba, ma riprese il potere nel '97 instaurando un governo dittatoriale basato sul culto della personalità, in Angola il presidente José Eduardo dos Santos, del MPLA, è in carica dal '79, dopo essere passato nel '92 su posizioni pro-USA, che abbandonarono il partito rivale UNITA.
Nella Repubblica Democratica del Congo, invece, a seguito della guerra civile in Ruanda del '94, il dittatore Mobutu Sese Seko fu deposto nel '96-'97 da un esercito composto dai ribelli Tutsi cacciati dal Ruanda, con il sostegno armato dell'Uganda e dell'Angola, guidato dal generale Laurent-Désiré Kabila, che si insediò a Kinshasa al suo posto come Presidente (ripristinandone tra l'altro il nome Congo, che aveva all'indomani della sua indipendenza, prima del golpe di Mobutu). Tuttavia quando Kabila nel '98 tentò di rimandare indietro le forze ugandesi e ruandesi, esse si allearono con i Tutsi congolesi del Kivu per controllare tale regione ricca di oro, diamanti e coltan, mentre Kabila cercò l'appoggio degli Hutu congolesi e degli altri Stati africani, come Angola, Namibia, Zimbabwe, Ciad, Libia e Sudan, iniziando una seconda guerra civile. Kabila morì nel 2001, nel corso della guerra, ma il Parlamento di Kinshasa elesse come successore suo figlio Joseph Kabila, riconfermato nel 2006. Le forze ruandesi e ugandesi si ritirarono nel 2002, a seguito di un accordi di pace, ma il conflitto proseguì su scala regionale tra il governo di Kinshasa e i ribelli tutsi congolesi del Kivu, guidati dal tutsi Laurent Nkunda, e nella regione dell'Ituri. L'entità ed estensione del conflitto ha fatto parlare di una guerra mondiale africana, con oltre 5 milioni di morti e un numero maggiore di profughi e sfollati.
Anche nella Repubblica Centrafricana la transizione verso la democrazia è passata attraverso ripetuti scontri armati, a partire dalla sconfitta del generale Kolingba nel 1993 a opera di Ange-Félix Patassé fino agli accordi del 1997, e nuovamente a seguito del golpe del generale François Bozizé nel 2003 e di quello delle milizie islamiste Seleka di Michel Djotodia nel 2013.

## Demografia
| Nazione             | Capitale    | valuta ufficiale | Lingue ufficiali   | Area (km2) | Population  |
| ------------------- | ----------- | ---------------- | ------------------ | ---------- | ----------- |
| Angola              | Luanda      | Kwanza           | portoghese         | 1.246.700  | 35.981.281  |
| Camerun             | Yaoundé     | Franco CFA       | francese, inglese  | 475.440    | 30.135.732  |
| Rep. Centrafricana  | Bangui      | Franco CFA       | sango, francese    | 622.984    | 5.552.228   |
| Ciad                | N'Djamena   | Franco CFA       | francese, arabo    | 1.284.000  | 18.523.165  |
| RD del Congo        | Kinshasa    | Franco congolese | francese           | 2.344.858  | 111.859.928 |
| Rep. del Congo      | Brazzaville | Franco CFA       | francese           | 342.000    | 5.677.493   |
| Guinea Equatoriale  | Malabo      | Franco CFA       | spagnolo, francese | 28.051     | 1.737.695   |
| Gabon               | Libreville  | Franco CFA       | francese           | 267.667    | 2.397.368   |
| São Tomé e Príncipe | São Tomé    | Dobra            | portoghese         | 964        | 220.372     |

## Cultura

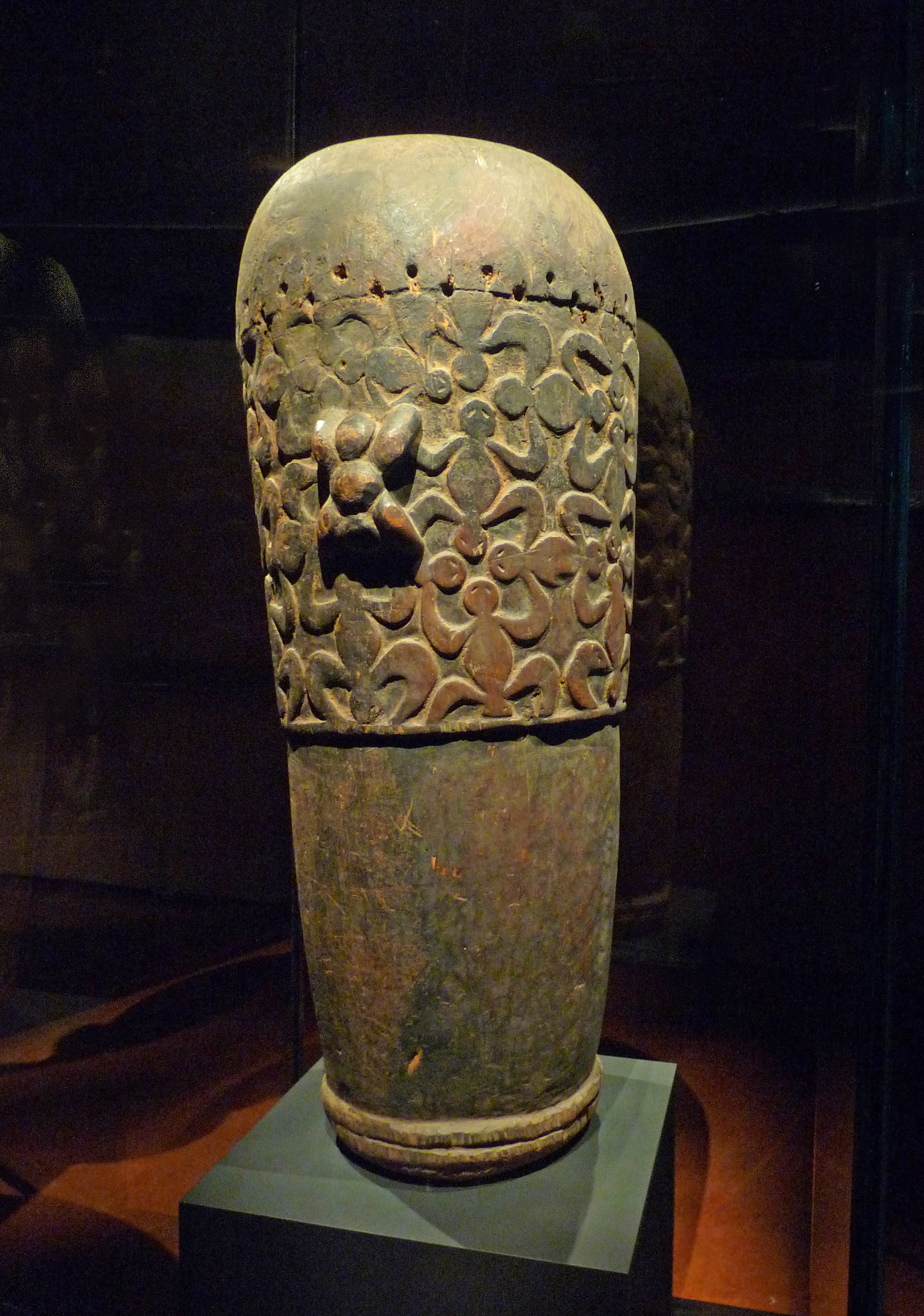
Tamburo da Babanki, Camerun

| Popolo | Famiglia linguistica               | Lingua        | Regione         | Nazione                                                                   | Popolazione (milioni) |
| ------ | ---------------------------------- | ------------- | --------------- | ------------------------------------------------------------------------- | --------------------- |
| Sara   | nilo-sahariane, sudaniche centrali | Lingua sara   | Bacino del Ciad | Ciad, Camerun, Repubblica Centrafricana                                   | 3.5                   |
| Gbaya  | Niger-kordofaniane, Ubangian       | Lingua gbaya  | Bacino del Ciad | Repubblica Centrafricana                                                  | 1.5                   |
| Zande  | Niger-kordofaniane, Ubangian       | Lingua zande  | Bacino del Ciad | Sudan del Sud, Repubblica Centrafricana, Repubblica Democratica del Congo | 1-4                   |
| Kanuri | Nilo-Saharan, Western Saharan      | Lingua kanuri | Bacino del Ciad | Nigeria orientale, Niger, Camerun, Ciad                                   | 10                    |
| Banda  | Niger-Congo, Ubangian              | Lingua banda  | Bacino del Ciad | Repubblica Centrafricana                                                  | 1.5                   |
| Luba   | Niger-Congo, Bantu                 | Lingue luba   | Sub-equatoriale | Repubblica Democratica del Congo                                          | 10-15                 |
| Mongo  | Niger-Congo, Bantu                 | Lingua mongo  | Sub-equatoriale | Repubblica Democratica del Congo                                          | 10-15                 |
| Kongo  | Niger-Congo, Bantu                 | Lingua kongo  | Sub-equatoriale | Repubblica Democratica del Congo, Angola, Repubblica del Congo            | 10                    |